# موعد مع القدر (فلم)
موعد مع القدر هو فيلم دراما مصري من إخراج محمد راضي وبطولة محمود ياسين، نبيلة عبيد، يسرا ومصطفى فهمي. صدر الفيلم في 20 أكتوبر 1986.

## نبذه
يعود الطبيب مدحت من الخارج بعد الحصول على الدكتوراة، ويعمل بمستشفى الدكتور أدهم، ويتقدم لخطبة نادية ابنة الدكتور أدهم؛ مما يصيب ألهام الممرضة؛ التي تحبه بجنون، بانهيار. يكتشف مدحت إصابته بسرطان في المخ، لكنه لايخبر أحدًا بالأمر، تشعر نادية بالتغير الذي أصابه، وتظن وجود علاقة بينه وبين إلهام، فتقرر فسخ الخطبة والزواج من كمال الذي يحبها من طرف واحد، تحاول إلهام إصلاح الموقف، وإبلاغ الدكتور أدهم بحقيقة مرض مدحت.

## طاقم العمل
- محمود ياسين بدور دكتور مدحت
- نبيلة عبيد بدور إلهام
- يسرا بدور نادية
- مصطفى فهمي بدور كمال
- جلال الشرقاوي بدور دكتور أدهم
- ناهد جبر بدور زينب
- نجاح الموجي بدور فتحي
- أحمد راتب بدور رشوان

## وصلات خارجية
- موعد مع القدر على موقع الدهليز
- موعد مع القدر على موقع قاعدة بيانات الأفلام العربية